# Tokyo Opera City
La tour Tokyo Opera City (東京オペラシティ, tōkyō opera shiti) est un gratte-ciel situé dans le quartier d'affaires de Shinjuku à Tokyo, au Japon. Il mesure 234 mètres de haut, pour 54 étages, et fut achevé en 1997.
Les cinq étages inférieurs de la tour abritent des salles de concert et de théâtre, deux musées ainsi que le New National Theatre. Environ cinquante sociétés se partagent les étages allant du 6e au 52e, dont les plus connues sont Apple et Sanofi Aventis. Ce grand complexe contient aussi une cinquantaine de restaurants et magasins.